# شبه لقب
شبه اللقب (بالإنجليزية: False title)‏ في اللغة الإنجليزية هو الصفة المركبة المقدمة على الموصوف غير المعرفة بأداة التعريف. مثلا يقول بعضهم famous philosopher Smith بدلا من the famous.